# Hachisuka Mitsutaka
Hachisuka Mitsutaka (蜂須賀 光隆, né le 17 novembre 1630, mort le 29 juin 1666) est un daimyo de l'époque d'Edo à la tête du domaine de Tokushima. Son titre de cour est Awa no kami. 